# Friedrich-Wilhelm-Heinz-Dienst
Der Friedrich-Wilhelm-Heinz-Dienst, kurz FWH-Dienst oder auch FWHD, war ein 1950 initiierter Nachrichtendienst der Bundesrepublik Deutschland. Benannt war er nach seinem ersten Leiter Friedrich Wilhelm Heinz. Der offizielle Name des Dienstes lautete Archiv für Gegenwartsforschung, ab 1954 Archiv für Zeitgeschehen. Er bestand bis 1956.

## Geschichte

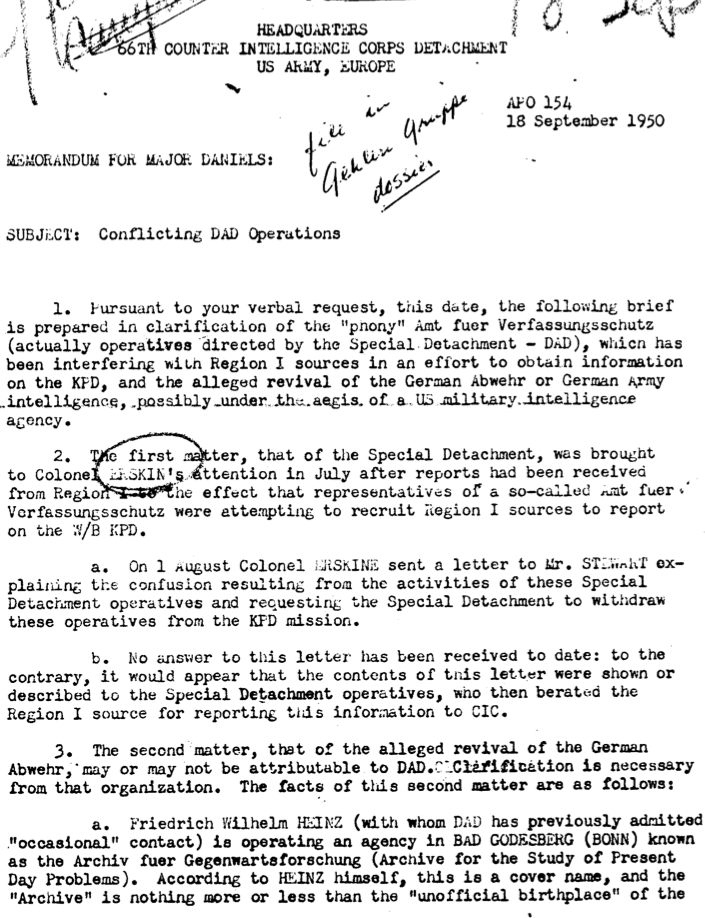
US-Army-Bericht über die Aktivitäten des „Archivs für Gegenwartsforschung“ vom 18. September 1950

1950 wurde der ehemalige General der Panzertruppe Gerhard Graf von Schwerin von Bundeskanzler Adenauer beauftragt, einen Arbeitsstab unter dem Dach des Bundeskanzleramts mit dem Namen Dienststelle Schwerin aufzubauen. Dazu gehörte auch die Versorgung des Bundeskanzleramts mit geheimen Informationen. Durch Achim Oster wurde Schwerin mit Friedrich Wilhelm Heinz bekanntgemacht. Im Juli 1950 wurde Heinz der Dienststelle Schwerin „attachiert“. Dies bedeutete, dass er für das Bundeskanzleramt arbeitete, aber nicht regulär von diesem entlohnt wurde. Unter dem Dach der Dienststelle Schwerin begann Heinz mit dem Aufbau eines Nachrichtendienstes. Der FWHD wurde im Gegensatz zu der Organisation Gehlen und den anderen Geheimdiensten der Bundesrepublik Deutschland nicht von den Alliierten Besatzungsmächten kontrolliert, was gegen die Kapitulationsbedingungen verstieß, aber von den Besatzungsmächten geduldet wurde. Hintergrund war dabei, dass Adenauer sich nicht nur auf geheimdienstliche Informationen der alliierten Nachrichtendienste verlassen wollte. Im Februar 1953 wurde Johannes Kirsch stellvertretender Leiter des Dienstes.

## Organisation
Der erste Sitz des FWHD war Bad Godesberg, später auch Frankfurt. Im Spätherbst 1950 wurde die ‚Dienststelle Schwerin‘ aufgelöst und der FWHD von der Nachfolgebehörde, dem Amt Blank, übernommen. 1951 wurde der Sitz des Dienstes endgültig nach Wiesbaden verlegt. Bald darauf wurden die ersten Außenstellen in Berlin und München aufgebaut. Ebenso hatte der FWHD Stützpunkte in Wien und Triest.
1951 hatte der Dienst einen Etat von 346.000 DM, 1953 700.000 DM bei geschätzten 200 Mitarbeitern. Im Vergleich dazu verfügte die Organisation Gehlen 1954 über einen Etat von 20 Millionen DM und 3500 Mitarbeiter.

## Aufgabenfelder
Schwerpunkt der Arbeit waren 1950 die Aufklärung der innenpolitischen Situation der Bundesrepublik und der Aufrüstung in der Sowjetischen Besatzungszone. Ebenso wurden Informationen über rechts- und linksradikale Organisationen, über Soldatenverbände, Politiker und andere Persönlichkeiten gesammelt. Überprüft wurden auch die deutschen Dienstgruppen der amerikanischen Labor Service Unit.
Die Aufgabenfelder überschnitten sich dadurch großflächig mit denen des Bundesnachrichtendienstes und des Verfassungsschutzes. Dadurch entstand ein Konkurrenzkampf zwischen den einzelnen Nachrichtendiensten, dem Heinz auf Dauer nicht gewachsen war.

## Auflösung
1953 wurde Heinz beschuldigt, sich als Oberst ausgegeben zu haben, obwohl er nur den Dienstgrad eines Oberstleutnants innehatte. In einem Gerichtsverfahren wurde er für schuldig befunden, obwohl er sich selbst als unschuldig erklärte, da er seiner Ansicht nach zum Oberst ernannt worden war, was er aber nicht nachweisen konnte. Heinz reichte daher sein Rücktrittsgesuch ein, welches durch Theodor Blank am 1. Oktober 1953 bewilligt wurde. Er wurde daraufhin beurlaubt und 1954 aus dem Staatsdienst entlassen. Der FWHD wurde danach in „Archiv für Zeitgeschehen“ umbenannt und bestand weiter bis zum 31. März 1956. Danach wurde der Dienst in Teile der Bundeswehr und anderer deutscher Nachrichtendienste überführt.